# 水圧転写

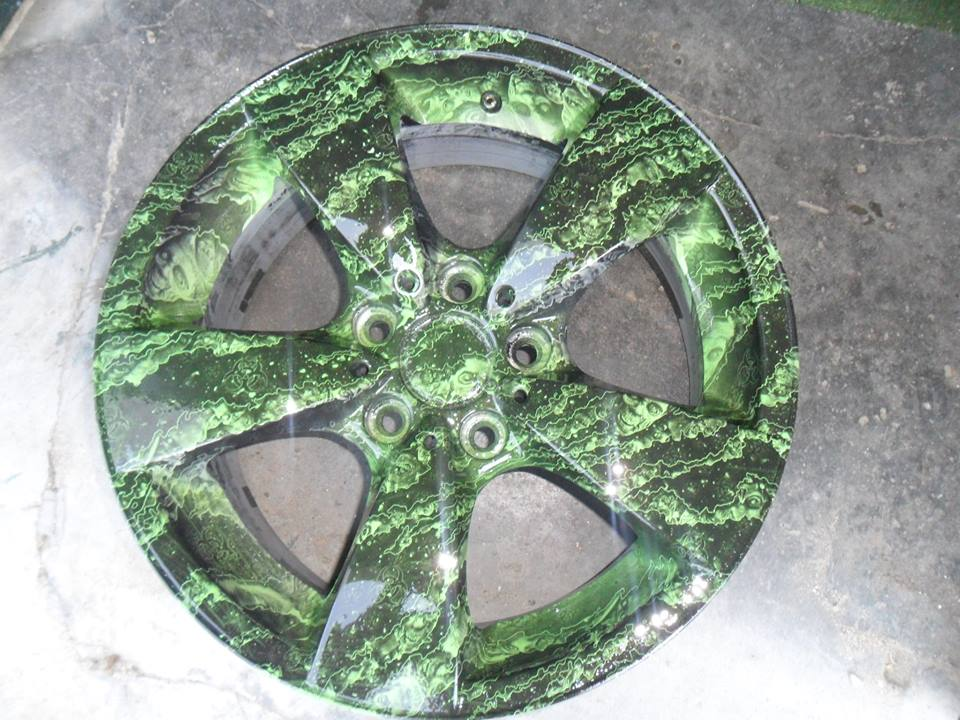
ハイドロディップ自動車ホイールリム

水圧転写（すいあつてんしゃ）は、水転送印刷、CUBIC PRINTINGなどとしても知られており、印刷されたデザインを三次元表面に適用する方法である。その結果は、デコラティブアートや応用美術とみなされることがある。水圧転写処理は、金属、プラスチック、ガラス、硬材、および他の様々な材料に使用することができる。 

## 歴史
水圧転写の正確な起源は不明である。しかし、米国特許の最初の水圧転写装置は、1982年7月26日にタイカの中西幹育によるもので登録されている。その要旨は、「転写フィルムが液体上に浮いた状態を保つ構造と、転写フィルムが供給される方向に液体を流動させる構造と、上流から下流方向に転写槽内の液体に被印刷物を斜めに浸漬する構造とを備え、液体の入った転写槽内に転写フィルムを供給する構造の印刷装置」である。 

## 使用法
水圧転写処理は、あらゆる全地形車や車のダッシュボードから、自転車のヘルメットや他の自動車の装飾のような小さなアイテムまで幅広いアイテムを装飾するために使用されている。フィルムは、プラスチック、ガラス繊維、木材、セラミック、金属を含むすべてのタイプの素材に適用できる。ほとんどの部分については、アイテムが水に浸ることができ、伝統的な技術を使用してペイントすることができれば、水圧転写処理を使用できる。 

## 処理
処理では、最初に印刷される部品素材は、表面の準備、プライミング、塗装、およびクリアコーティングという全ての塗装処理を通る。塗装後、クリアコーティングの前に、部品は処理準備ができている。浸漬槽内の水面に、転写したい画像イメージをグラビア印刷したポリビニルアルコール水圧転写フィルムを浸透タンクの水面に丁寧に載せていく。クリアフィルムは水溶性であり、活性剤溶液を塗布後は溶解する。浸透が始まると、水の表面張力により、パターンはあらゆる形状で曲線を描くことができるようになる。残った残留物は、その後、完全に洗い流す。インクは希望した表面に付着し、容易に洗い流すことができない。次に乾燥される。 
密着性は、活性剤の化学成分がベースコート層を軟化させ、インクと結合させた結果である。2つの層間の接着に失敗する最も一般的な原因の1つは、活性剤の塗布不足である。これは活性剤の塗布量が多すぎたり、少なすぎたりすることがある。 